# Pezoporini
Pezoporini — триба папуг родини  Psittaculidae. Представники триби поширені в Австралії. 

## Класифікація
Включає 9 видів у трьох родах:
- Триба Pezoporini
  - Рід Neophema — лучний папужка
    - Neophema chrysogaster — папужка золотисточеревий
    - Neophema chrysostoma — папужка синьокрилий
    - Neophema elegans — папужка золотавий
    - Neophema petrophilla — папужка скельний
    - Neophema pulchella — папужка лазуровий
    - Neophema splendida — папужка червоноволий

  - Рід Neopsephotus — рожевогрудий папужка
    - Neopsephotus bourkii — папужка рожевогрудий

  - Рід Pezoporus — болотяний папужка
    - Pezoporus wallicus — папужка болотяний
    - Pezoporus flaviventris
    - Pezoporus occidentalis — папужка жовточеревий